# Pekelný kopec (rozhledna)
Rozhledna Pekelný kopec (nebo také rozhledna na Pekelném kopci) je rozhledna na Pekelném kopci v okresu Třebíč.

## Historie
První plány k postavení rozhledny pocházejí z roku 2007, plán byl však jiný, původně se měla stavět rozhledna blíže k Třebíči, v lokalitě Na Klinkách. Později však byl záměr stavby změněn a rozhledna měla být postavena na Pekelném kopci. Rozhledna zde jeden čas stávala, ale zanikla v 50. letech 20. století.
Rozhledna byla postavena v létě 2014. Konstrukce je dřevěná (modřínové dřevo) s kovovými prvky. Architekt Pavel Jura, který rozhlednu navrhoval, se nechal inspirovat historií města Třebíče, především architektonického ztvárnění baziliky sv. Prokopa a Davidovou hvězdou, která zase symbolizuje židovské osídlení města. Samotná stavba pak architektonicky spojuje křesťanství s židovstvím. V roce 2019 byla rozhledna nově natřena.
K rozhledně vede značená cesta, která začíná u polikliniky v části města Horka-Domky, vede do kopce v trase staré slavické cesty a u vodárny odbočuje vpravo, načež pokračuje okolo rozcestníku „Pod Pekelným vrchem“ a lesní cestou vedoucí k vrcholu. Na této trase, zvané Pekelná stezka, je několik odpočívadel (U Křížku, U Vodárny, Na Kraji lesa, a na samotném vrcholu).
Z rozhledny je vidět Třebíč, Stařeč, Mastník, Kracovice, Slavice, Střítež a další blízké obce. Při dobré viditelnosti je vidět náměšťský zámek, Moravské Budějovice, kopce u Rapotic, pláně u Koněšína, Budišov atd. Při vynikající dohlednosti (typicky v zimním období, po průchodu studené fronty) lze spatřit rakouské Alpy.

## Galerie

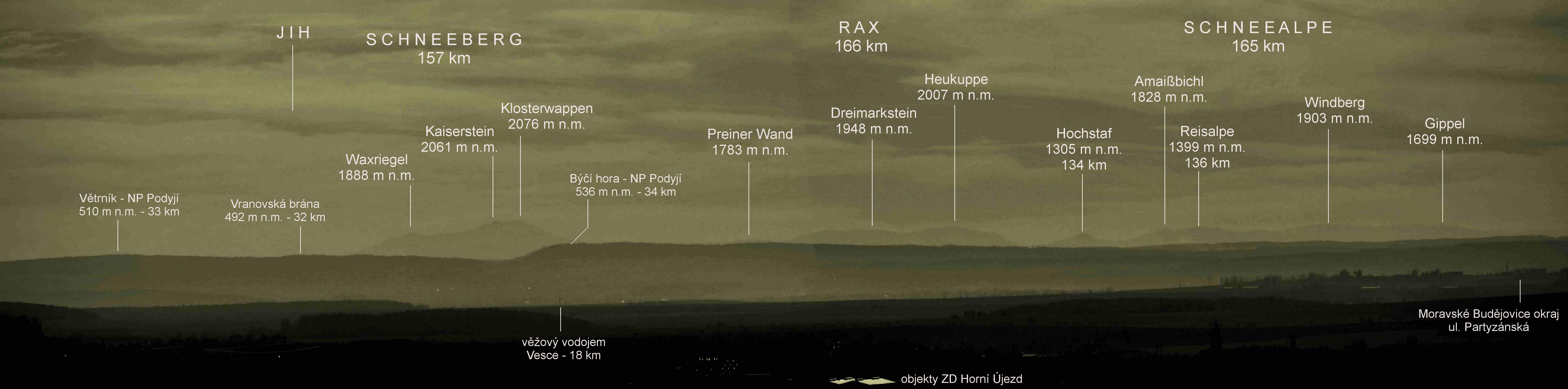
Alpy z Pekelného kopce